# MMCアウトモトリス
MMCアウトモトリス（英: MMC Automotoriz S.A.、略：MAV）はベネズエラのアンソアテギ州バルセロナに工場を置く自動車製造及び販売会社であった。
2015年末に親会社である双日が現地企業に株式を売却しベネズエラでの自動車製造及び販売から撤退した。

## 歴史
（出典：Company History）
- 1990年 - 日商岩井（現双日）と現地資本による三菱自動車、三菱ふそうの車両製造及び販売会社として設立。
- 1996年 - 現代自動車と自動車の組立・販売契約を締結した。
- 2001年 - 累計生産台数が10万台を達成したと発表した[4]。
- 2009年 - 現地の労働組合による過激なストライキにより操業が停止する[5][6]。
- 2014年 - ベネズエラ危機により生産台数が減少する[7]。
- 2015年 - 双日が所有する株式が現地企業へ売却された[8]。

## 生産車種
（出典：ファクトブック、ファクトブック 2017）

### 過去の生産車種
- 三菱・パネル L300（1990年 - 2015年）
- 三菱・ギャラン（1991年 - 2005年）
- ヒュンダイ・アクセント（1996年 - 2006年）
- ダッジ・ブリザ（2002年 - 2009年）
- 三菱・ランサー（2002年 - 2015年）
- ヒュンダイ・エラントラ（2003年 - 2011年）
- ヒュンダイ・TB（2006年 - 2011年）
- 三菱・パジェロスポーツ（2013年 - 2015年）

## 生産台数
（出典：ファクトブック、ファクトブック 2017）
|        | パジェロスポーツ |
| ------ | ---------------- |
| 2013年 | 596              |
| 2014年 | 1,082            |
| 2015年 | 408              |

### 注記
1. ↑  出典にはKD生産は含まれない。
2. ↑  出典にはKD生産は含まれない。